# Municipio de Greenfield (Míchigan)
Greenfield es un antiguo municipio civil del condado de Wayne, Míchigan, Estados Unidos. Fue creado a partir de una porción del vecino Municipio de Springwells en 1833. Greenfield finalmente abarcó el Municipio de Survey T1S R11E. Para 1875, una serie de anexiones a Detroit y Highland Park habían comenzado; en 1926, el municipio de Greenfield había dejado de existir. 
Hoy, Greenfield Road sigue el límite anterior del municipio occidental entre Greenfield y el Municipio de Redford. 8 Mile Road era el límite norte del municipio de Greenfield. Tireman Avenue sigue el antiguo límite sur entre Greenfield y el Municipio de Springwells.

## Asentamientos del antiguo municipio de Greenfield
- Cassandra
- Greenfield
- Howlett
- Sherwood
- Strathmoor
- Whitewood (más tarde Highland Park)
- Yew

## Personas destacadas
En 1863, el industrial estadounidense Henry Ford nació en el sur del municipio de Greenfield; La futura esposa de Ford, Clara Jane Bryant, nació a cuatro millas al norte, en 1866. La casa de Bryant se encontraba en la intersección de Greenfield Road y Grand River Avenue.